# مانوئل فریگو
مانوئل فریگو (ایتالیایی: Manuel Frigo؛ زادهٔ ۱۸ فوریهٔ ۱۹۹۷) شناگر اهل ایتالیا است.
وی در مسابقات کشوری و بین‌المللی در مجموع برندهٔ ۱ مدال نقره شده‌است.